# Assemblea romana
L'Assemblea romana és una reunió de ciutadans de l'antiga Roma per aprovar lleis o nomenar càrrecs. Durant la República Romana les Assemblees van conservar el poder, però des del 449 aC (305 de Roma) la Llei va establir idèntic valor per al comicis centuriats i els tribunats, el canvi en l'elecció de cònsols i censors, que correspondria exclusivament a les Centúries, on no es votava per individus com a les Tribus, sinó segons la riquesa (per votar en els dos comicis calia ser propietari). Les modificacions legals de Quint Fabi Màxim Rul·lià van assegurar la preeminència dels propietaris a les tribus (que havien passat a ser 31 des de l'any 241 aC), i va establir el servei militar per als homes lliures no propietaris, als quals es va permetre entrar en les centúries.
Amb el temps els càrrecs electius nomenats per les Assemblees van augmentar. El 362 aC el poble designava als tribuns d'una de les legions. El 301 aC ja designava als de quatre legions. Les Assemblees van augmentar les seves atribucions: concessió dels honors del triomf als generals victoriosos, anul·lació dels Senatus consultum, declaracions de guerra, i cap al 287 aC els tractats de pau i aliança. Però aquest augment d'atribucions no corresponia a l'augment en influència, puix que eren els magistrats que dirigien el comicis els que en determinaven el resultat (el magistrat era el que convocava l'Assemblea i presentava la proposició).